# Gladiolus alatus
Gladiolus alatus là một loài thực vật có hoa trong họ Diên vĩ. Loài này được L. miêu tả khoa học đầu tiên năm 1760.